# Sideridis reticulata
Sideridis reticulata là một loài bướm đêm thuộc họ Noctuidae. Loài này có ở miền Cổ bắc.
Sải cánh dài 32–37 mm. Con trưởng thành bay từ tháng 5 đến tháng 8 tùy theo địa điểm.
Ấu trùng ăn Saponaria officinalis, Silene vulgaris và Polygonum aviculare.

## Hình ảnh

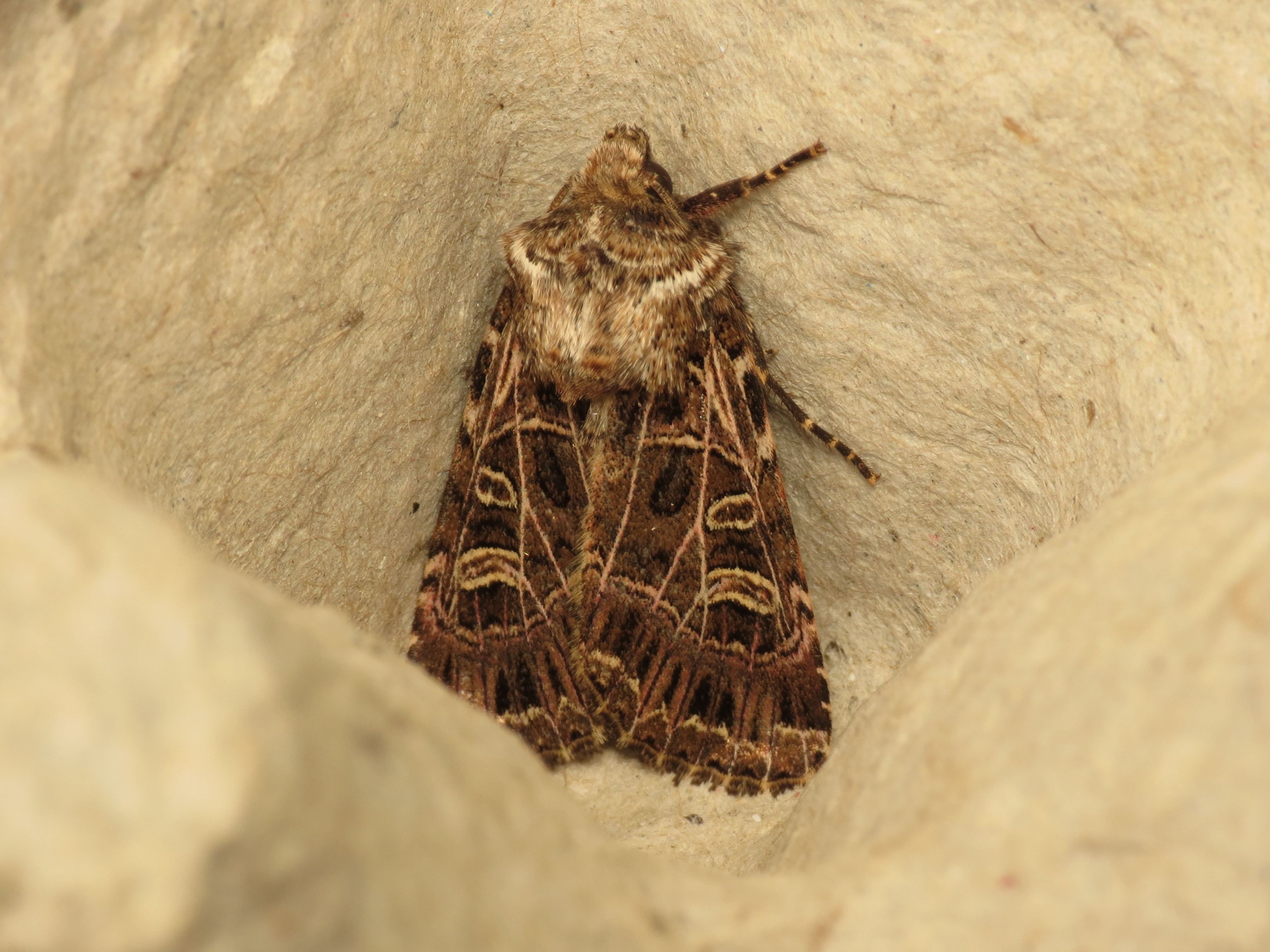
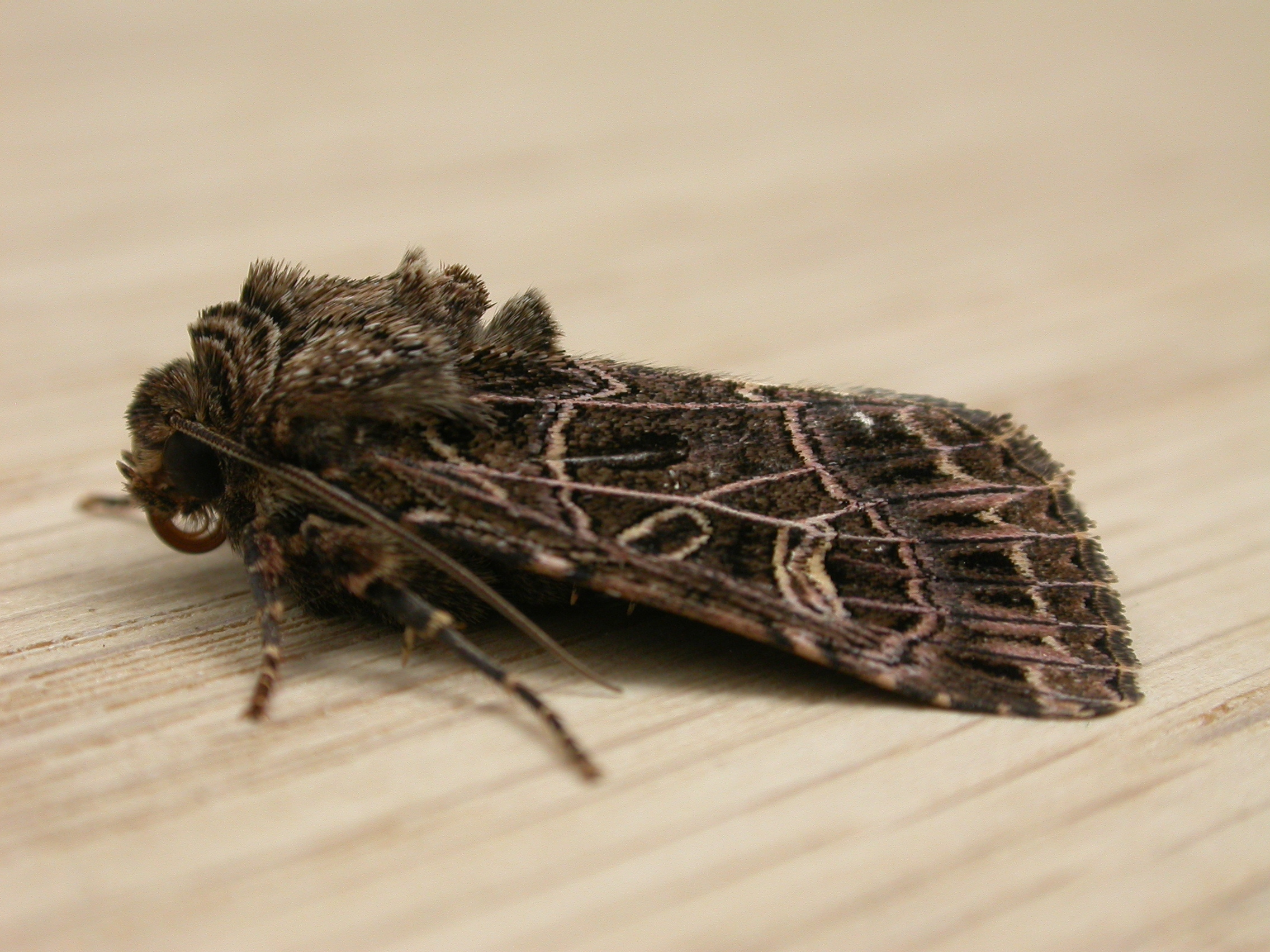
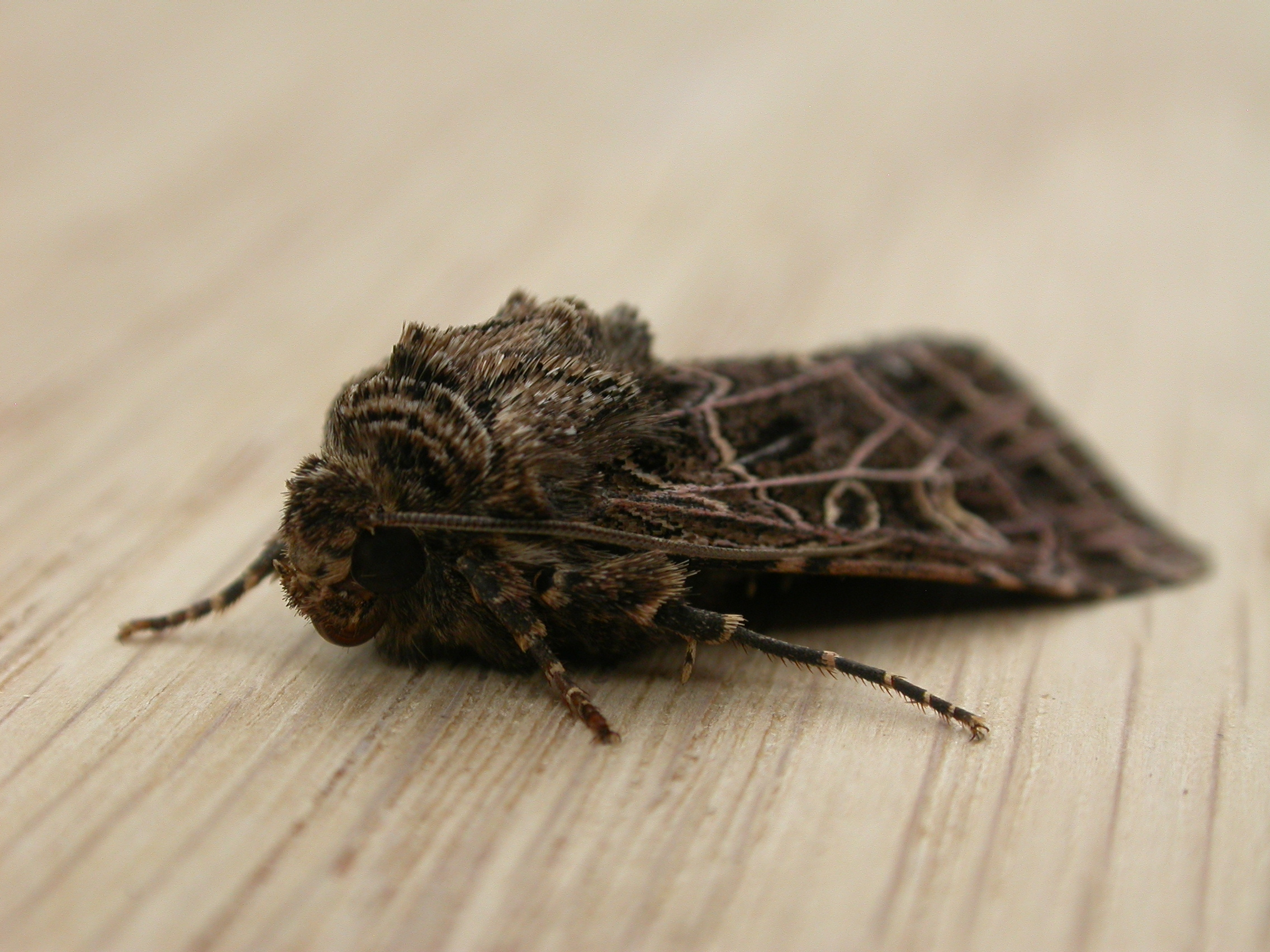
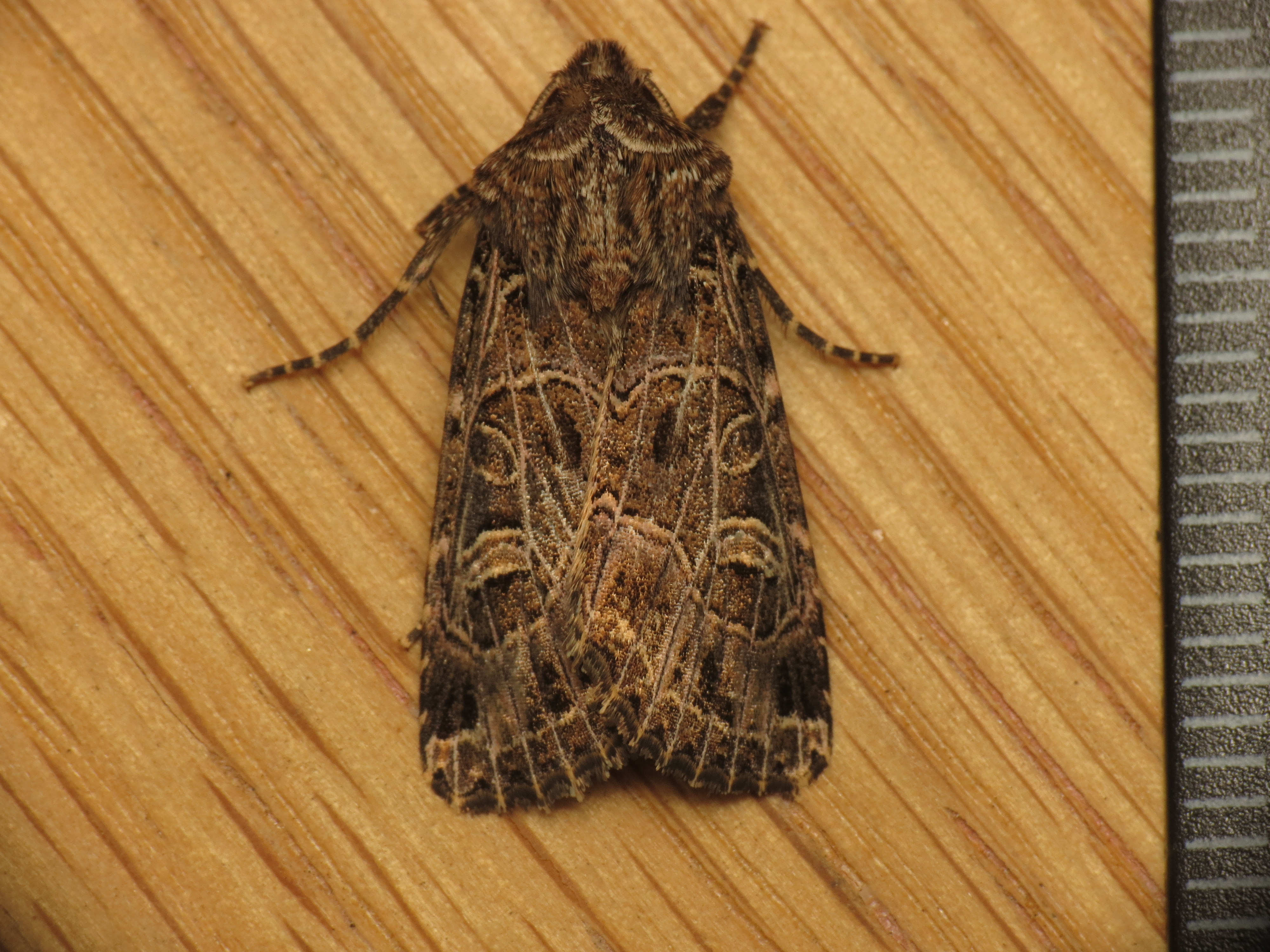